# エゴン・バール
エゴン・バール（Egon Karlheinz Bahr、1922年3月18日 - 2015年8月19日）は、ドイツの政治家（ドイツ社会民主党所属）、経済協力大臣（1974年－1976年）。テューリンゲン州生まれ。
ヴィリー・ブラントの側近として、東西ドイツの分断克服のアイデアとして「接近による変革」を提唱し、東西ドイツ基本条約交渉をはじめとするソ連、東ドイツ、ポーランドとの関係正常化を目指した東方外交において主導的な役割を担ったことで知られる。
新聞社やラジオ局の勤務を経て、ブラントに抜擢され、西ベルリン市の広報担当に就く。ブラントの外相就任に伴って、外務省政策企画部長に転じ、東方外交につながる安全保障構想を立案する。1969年のブラント政権成立後は、首相府の東方問題担当になり、モスクワ条約、東西ドイツ基本条約の交渉に携わった。シュミット政権での経済協力相を経て、1980年から1982年まで国連軍縮委員会（パルメ委員会）に参加し、共通の安全保障概念を提唱した。